# Forces Armées Centrafricaines
El Forces Armées Centrafricaines o FACA és un club de futbol de la ciutat de Bangui, República Centreafricana. Va ser fundat el 1986.

## Palmarès
- Lliga centreafricana de futbol:[3]
  - 1991, 1995